# Selca (ort i Kroatien)
Selca är en ort i Kroatien.   Den ligger i länet Dalmatien, i den sydöstra delen av landet, 290 km söder om huvudstaden Zagreb. Selca ligger 93 meter över havet och antalet invånare är 957. Den ligger på ön Brač.
Terrängen runt Selca är kuperad åt nordväst, men åt sydost är den platt. Havet är nära Selca åt sydost.  Närmaste större samhälle är Makarska, 13,5 km öster om Selca. 